# Kara-Balta
Kara-Balta (soms ook Karabalta, Кара-Балта) is een stad en gemeente in het Kirgizische oblast Chü, ongeveer 60 kilometer ten westen van de hoofdstad Bisjkek. Volgens de officiële opgave op 1/1/2015 heeft de stad, die sinds 1975 stadsrechten heeft, 43.200 inwoners. Verschillende schattingen spreken echter over meer dan 70.000 inwoners.
Tijdens de Sovjet-tijd was Kara-Balta een van de belangrijkste centra van uraniumwinning in Centraal-Azië. Na de onafhankelijkheid werden de meeste mijnen echter gesloten. Tegenwoordig wordt er enkel nog goud en molybdeen gewonnen in Kara-Balta.

## Geboren in Kara-Balta
- Peter Neustädter (1966), Duits-Kazachs voetballer en trainer